# Pusztaszer
Pusztaszer est un village et une commune du comitat de Csongrád en Hongrie.

## Histoire
Dans le village se déroula vers 895 la première Diète hongroise.